# 萧良臣
萧良臣（1875年—1919年）字汉杰，河南汝南人，清朝及中华民国军事将领。

## 生平
萧良臣早年任京旗常备军步兵管带，京旗常备军后改称陆军第一镇，他仍任该镇步兵管带。不久入军官学堂第一期速成班（即陆军大学第一期）。1907年毕业后，奉派到美国参加万国海陆军赛会。归国后升任陆军第一镇第一标统带，1911年5月4日升任陆军暂编第二十五混成协统领，并赏给陆军步兵队协统衔，驻长沙。
辛亥革命爆发后，第二十五混成协改编为民军，萧良臣任湖南军政府参谋部部长，1912年10月18日补授陆军少将，1914年3月16日授陆军中将，4月25日授勋五位，7月12日任察哈尔都统府（何宗莲任都统）参谋长兼军务处长。1915年2月27日，升任多伦镇守使，12月11日授勋四位，12月23日在袁世凯称帝中获封二等子爵，6月26日获二等文虎章。1916年5月5日，萧良臣获授勋三位，11月16日兼任察军剿匪司令，同年12月请假，1917年1月19日由统带谭庆林暂代，4月21日病免。后来，萧良臣转任江苏督军署高等顾问。
1919年，萧良臣在江苏病逝。